# Unique (Personaldienstleister)
Unique Personalservice ist ein deutsches Personaldienstleistungsunternehmen mit Hauptsitz in München und bundesweit rund 80 Standorten. Das Unternehmen ist in den Bereichen Arbeitnehmerüberlassung und Personalvermittlung tätig. Für Großkunden werden Personaldienstleistungen auch im Rahmen eines On-Site-Managements angeboten.
Unique gehört zum internationalen Personaldienstleistungskonzern RGF Staffing (vormals USG People) mit Hauptsitz in Almere, Niederlande, und ist damit Teil der Recruit-Gruppe, die mit ihrem Geschäftssegment Personallösungen Rang vier unter den weltweit größten HR-Dienstleistern einnimmt.

## Geschichte
Die niederländische Muttergesellschaft des Personaldienstleisters, die RGF Staffing (vormals USG People), geht auf die 1972 in Amsterdam gegründete Zeitarbeitsagentur Unique Uitzendburo zurück.
Unique Personalservice ist über Vorgängergesellschaften seit 1977 in Deutschland aktiv. Das Unternehmen entstand Anfang 2008 durch Zusammenschluss zweier deutscher Tochterunternehmen von USG People, der Personaldienstleister Creyf's und Unique. 2010 erfolgte die Integration der ebenfalls zu USG People gehörenden Smart People Holding (ehemals Allgeier DL, 2008 von USG People akquiriert) und ihrer acht Tochtergesellschaften.

## Geschäftstätigkeit
Unter dem Namen der deutschen Konzernmutter USG People Germany stand Unique 2020 gemeinsam mit ihren deutschen Schwestergesellschaften auf Platz 11 der Lünendonk-Liste der führenden Zeitarbeitsunternehmen in Deutschland.

### Personaldienstleistungen
Das Spektrum der angebotenen Personallösungen umfasst die Vermittlung von Zeitarbeitern nach dem Arbeitnehmerüberlassungsgesetz sowie die Personalvermittlung, das heißt die Übernahme des Rekrutierungsprozesses für festanzustellendes Personal.
Für Großkunden bietet Unique On-Site-Management an: Im Kundenunternehmen wird ein eigenes Büro eingerichtet, das Dienstleistungen wie die Analyse des Personalbedarfs, die Rekrutierung und Betreuung von Zeitarbeitern vor Ort sowie die anfallenden administrativen Aufgaben übernimmt und auf Wunsch im Sinne eines sogenannten Master Vendors die Arbeit mehrerer Personaldienstleister koordiniert. Großkundenlösungen für bundesweite und internationale Projekte umfassen neben dem On-Site-Management und Master-Vendor-Leistungen für die Personalbeschaffung weiterhin die intensive Betreuung im Rahmen eines nationalen oder internationalen Key-Account-Managements.
Unique ist Mitglied des Bundesarbeitgeberverbandes der Personaldienstleister (BAP). Mitarbeiter erhalten eine tarifliche Bezahlung nach BAP/DGB-Tarifvertrag.

### Branchen
Unique bietet Personaldienstleistungen in den Branchen Logistik, Industrie, Handwerk und Handel, im Dienstleistungsbereich, im Gesundheitswesen sowie im kaufmännischen Sektor an. Unter den Kunden sind kleine und mittelständische Unternehmen, Konzerne und DAX-Unternehmen.

## Unternehmensstruktur
Unique gehört über die deutsche Konzerntochter USG People Germany zum niederländischen Konzern RGF Staffing. RGF Staffing (vor 2018 USG People, 2018 bis 2019 Recruit Global Staffing) ist seit 2016 Teil der japanischen Recruit-Gruppe, eines international agierenden Internet- und Dienstleistungskonzerns mit über 160 Einzelunternehmen. Deutsche Schwesterunternehmen von Unique sind die spezialisierten Personaldienstleister Technicum und S+ (zuvor Secretary Plus), der auf den medizinischen Bereich spezialisierte Tochterzweig ist Unique Medicum.